# Juliet Anderson
Juliet Anderson (Burbank, California; 23 de julio de 1938 - Berkeley, California; 10 de enero de 2010) fue una actriz pornográfica estadounidense.

## Biografía
Judith Carr, nombre artístico de Juliet Anderson, nació y se crio en Burbank (California) en julio de 1938. Era hija de un trompetista de jazz y una enfermera. Se encontraba afligida por una artritis infantil y por la enfermedad de Crohn, que le llevó a pasar buena parte de su juventud entrando y saliendo de hospitales. Se graduó en Burbank High School en 1956 y asistió a Long Beach State College como estudiante de arte antes de mudarse a Hayama (Japón), en 1961, con su novio de entonces. Un breve matrimonio con él no funcionó, terminando en 1964, y ella pasó los siguientes años en varias ocupaciones, incluyendo el de oficinista, asistente de enseñanza en una guardería e instituto, profesora de Inglés y como locutora en una radio en Finlandia.
Después de un período adicional en el extranjero, regresó a los Estados Unidos en 1977 y un año más tarde entró en la industria pornográfica de casualidad, cuando intentaba entrar en la producción de documentales. En aquel momento trabajaba en el sector de la publicidad, cuando respondió al anuncio del productor pornográfico Alex de Renzy, que necesitaba una actriz. Debutó como actriz pornográfica a los 40 años con la película Pretty Peaches, con la que también debutó la actriz Desireé Cousteau. Ingresó en la industria rozando los cuarenta, lo que era algo muy impropio de las actrices del sector; pero ello no fue impedimento para que se revelara como una actriz importante dentro de la Edad de oro del porno.
Como actriz, trabajó para estudios como Western Visuals, Caballero, Superior, Metro, Blue Vanities, Eros Video, Bizarre, Alpha Blue, VCA Pictures, VCX, Pleasure Productions, Odyssey, NuTech, Cal Vista, Pink Video o Playboy.
En el período de mayor actividad como actriz, Juliet Anderson comenzó a aparecer en diversas revistas pornográficas; al mismo tiempo regentaba un negocio de venta por correo y una agencia de casting con el que ayudaba a aspirantes a actrices a buscar su oportunidad en la industria. También realizó diversas apariciones en radios y televisiones de los Estados Unidos, y actuó en espectáculos en clubes combinando comedia, temática erótica y respondiendo a preguntas de los espectadores.
Aunque Anderson interpretó muchos personajes durante su carrera cinematográfica, todos tendían a ser rudos y poco sentimentales, pero a la vez traviesos, vibrantes e incluso cómicos, todo al mismo tiempo. Se dice que nunca fingió un orgasmo en ninguna de sus películas.
En 1985, Anderson decidió dejar el negocio del cine para adultos después de firmar los derechos de distribución de la película Educating Nina, una cinta que dirigió, produjo, protagonizó y financió a través de donaciones y que supuso el debut de la veterana actriz Nina Hartley. Anderson nunca recibió ningún ingreso por la película y perdió todo el dinero de sus inversores. Juliet se mudó a Placerville (California), donde se dedicó a trabajar como asistente, limpiando casas y continuó realizando algunos espectáculos en vivo. Acabó abriendo una oficina en la que realizaba masajes. Casi una década después de abandonar la industria, Anderson regresó en 1995, grabando nuevas películas como actriz, productora y directora.
En 1998, dirigió y produjo Ageless Desire, una película erótica de corte amateur con parejas mayores de 50 años, entre ellos Juliet y su pareja de entonces. Como referente de la industria, Anderson fue incluida en el Salón de la fama de los Premios XRCO en 1999 y en el de los AVN en 2008.
En la mañana del 11 de enero de 2010, un amigo descubrió el cuerpo de Anderson. El amigo dijo que había llegado a su domicilio para llevarla a una cita médica para una colonoscopia, que formaba parte de su tratamiento de la enfermedad de Crohn que padecía desde su adolescencia. El informe dejó constancia que falleció de un ataque al corazón mientras dormía. Se realizó un sepelio el 26 de enero en San Francisco y su cuerpo fue incinerado, siguiendo la última voluntad de Anderson.